# Décharge électrostatique
 (février 2016).
Si vous disposez d'ouvrages ou d'articles de référence ou si vous connaissez des sites web de qualité traitant du thème abordé ici, merci de compléter l'article en donnant les références utiles à sa vérifiabilité et en les liant à la section « Notes et références ».
Pour les articles homonymes, voir ESD.

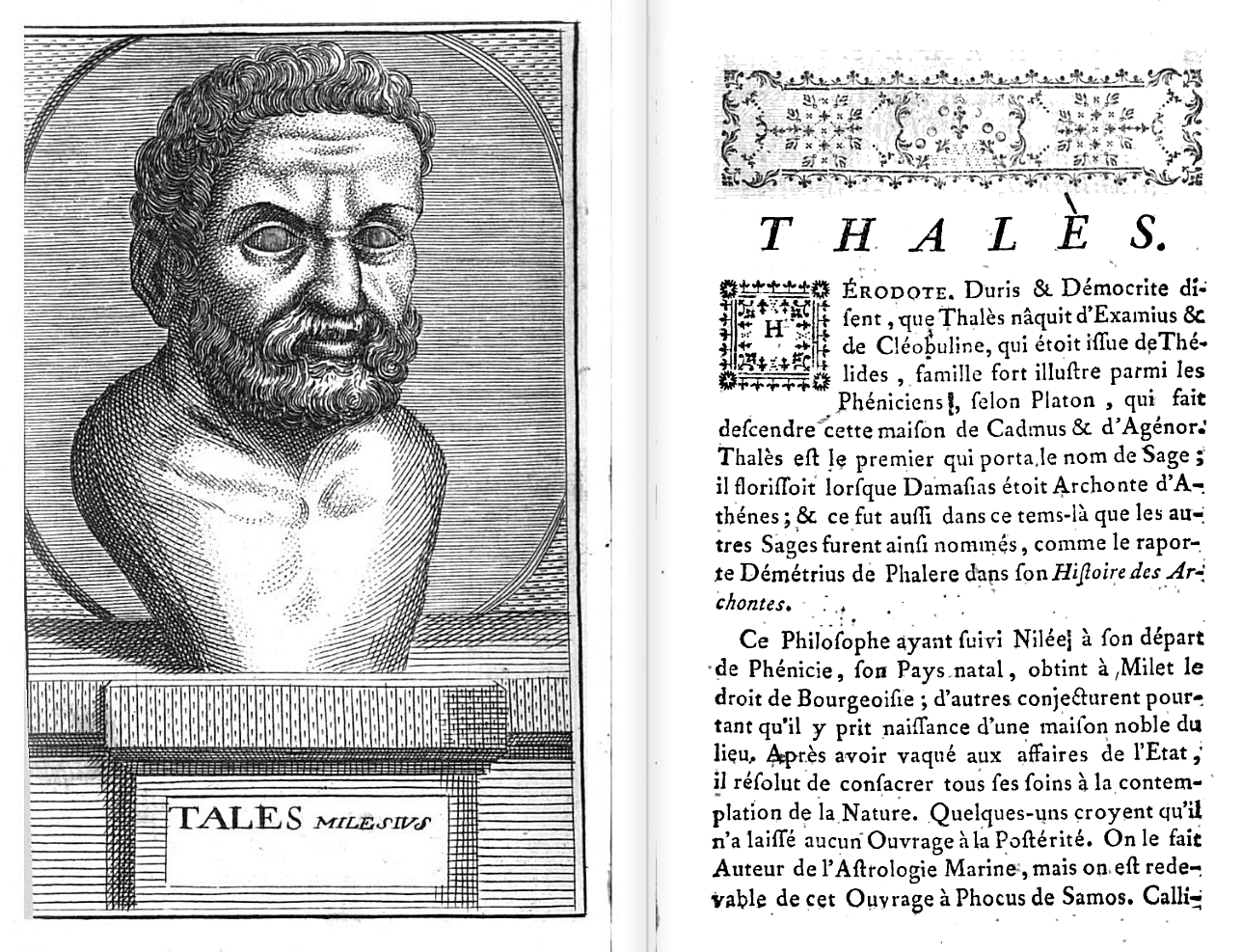
Thalès de Milet.

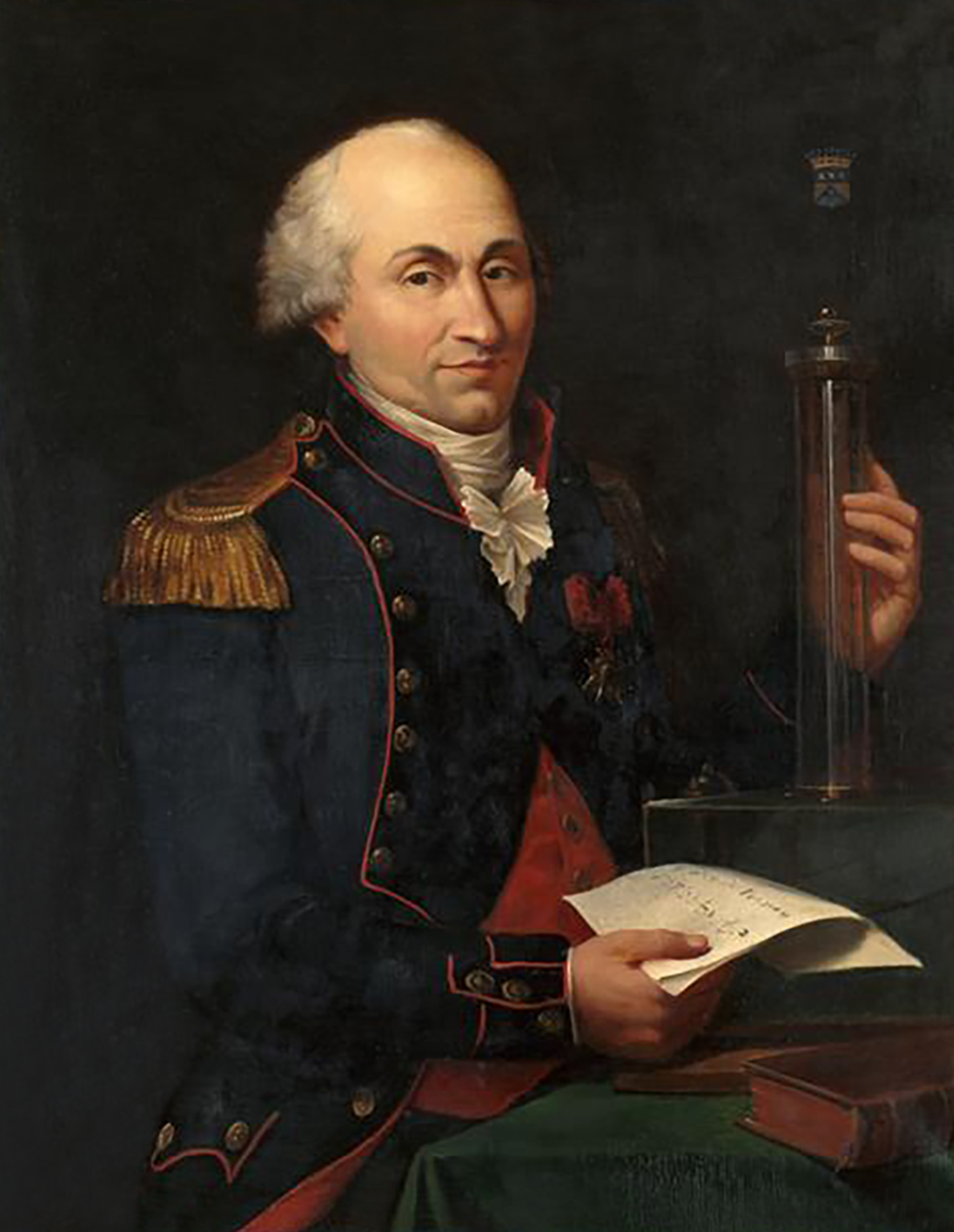
Charles de Coulomb.

La décharge électrostatique (DES), en anglais : electrostatic discharge (ESD), est un passage de courant entre deux objets possédant des potentiels électriques différents sur un temps extrêmement court. Le terme est souvent utilisé en électronique et dans l'industrie lorsque l'on veut décrire des courants fugaces non-désirés pouvant endommager l'équipement électronique. Une décharge électrostatique est un problème grave dans l'électronique des solides, tels que les circuits intégrés.

## Cause
La cause des effets de l'ESD est l'électricité statique. L'électricité statique est générée par une charge triboélectrique, la séparation des charges électriques qui se produit lorsque deux matériaux sont mis en contact puis séparés. Exemples : marcher sur un tapis, frotter un peigne en plastique contre des cheveux secs, frotter un ballon contre un chandail ou la suppression de certains types d'emballages en plastique. Dans tous ces cas, la rupture de contact entre deux matériaux génère une charge, créant ainsi une différence de potentiel électrique qui peut conduire à un événement ESD. La théorie des décharges électrostatiques repose sur l’électromagnétisme et les diélectriques.

## Découverte
Le Grec Thalès de Milet dit Thalès, au Ve siècle av. J.-C., découvre l'effet électrostatique, il frotta de l'ambre jaune et remarqua qu'il attirait de petites choses,.
La loi fondamentale de l'électrostatique est établie par Charles-Augustin Coulomb.
Jean Antoine Nollet conçoit le premier Électromètre en 1747. Les électromètres sont déchargés par une radiation ionisante.

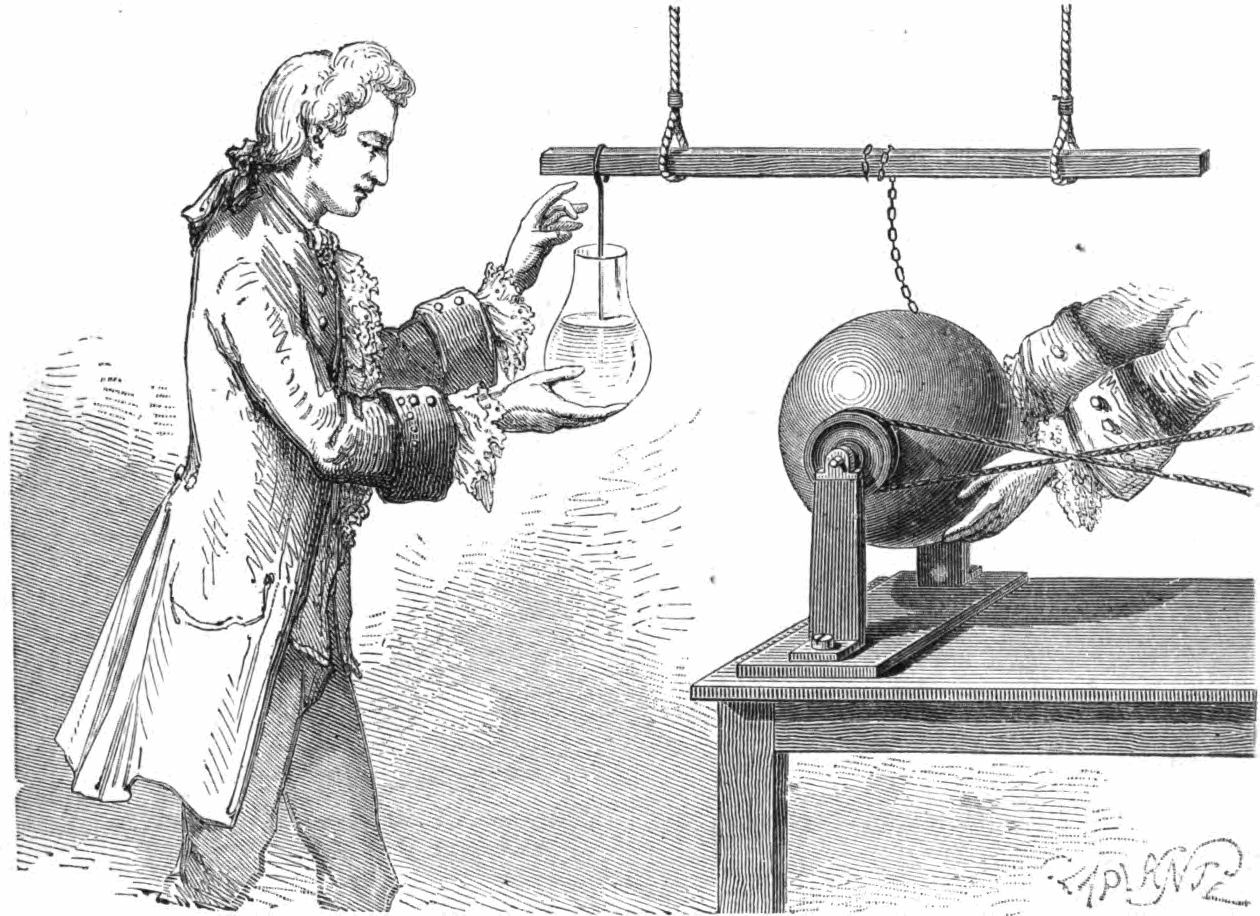
En 1746 Pieter van Musschenbroek condense l'électricité dans un verre d'eau.

Le 11 octobre 1745 Ewald Georg von Kleist crée la « bouteille de Kleistian » (en allemand : Erschütterungsflasche), le premier dispositif électrique de stockage, l'ancêtre du condensateur. En 1746 Pieter van Musschenbroek, à Leyde, tente de condenser l'électricité dans un verre d'eau. La sphère de verre rotative est une machine électrostatique. L'électricité statique générée par les mains qui la frottent est transférée à travers la chaîne par la barre métallique suspendue et à partir de celle-ci via le fil suspendu dans le verre d'eau. Le verre agit comme un condensateur et une grande charge s'accumule dans l'eau, tandis qu'une charge égale de polarité opposée s'accumule en tenant le verre. Quand Cuneus, élève de Pieter van Musschenbroek, tendit la main pour tirer le fil hors de l'eau, il reçut un choc sévère, bien pire que celui qui aurait eu pour origine une machine électrostatique, car la quantité de charge stockée était beaucoup plus grande que ce que la borne d'une machine électrostatique pouvait stocker. Cuneus a pris deux jours pour se rétablir. Musschenbroek a également été impressionné par le choc puissant qu'il a reçu de l'appareil,[réf. incomplète].

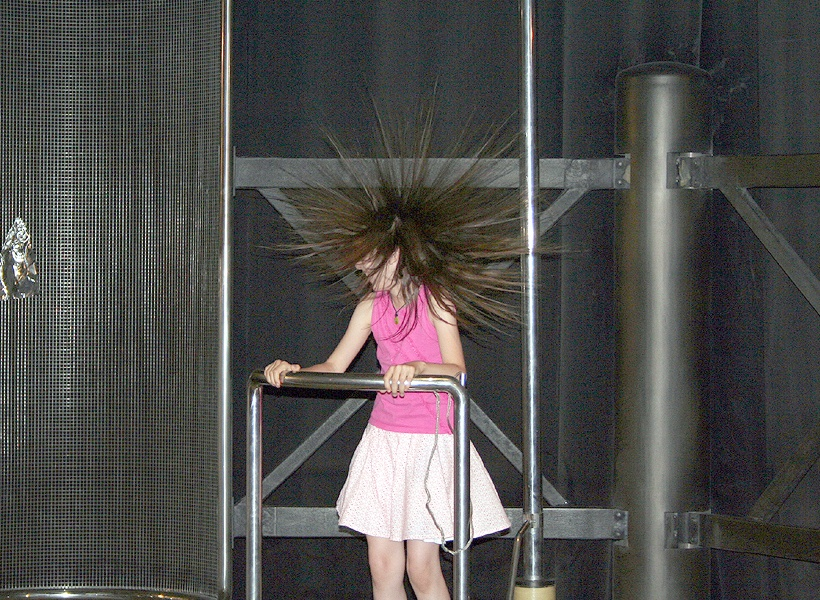
Palais de la découverte à Paris démonstration de l’effet de la charge électrostatique sur le corps humain. (En 2006)

## Types

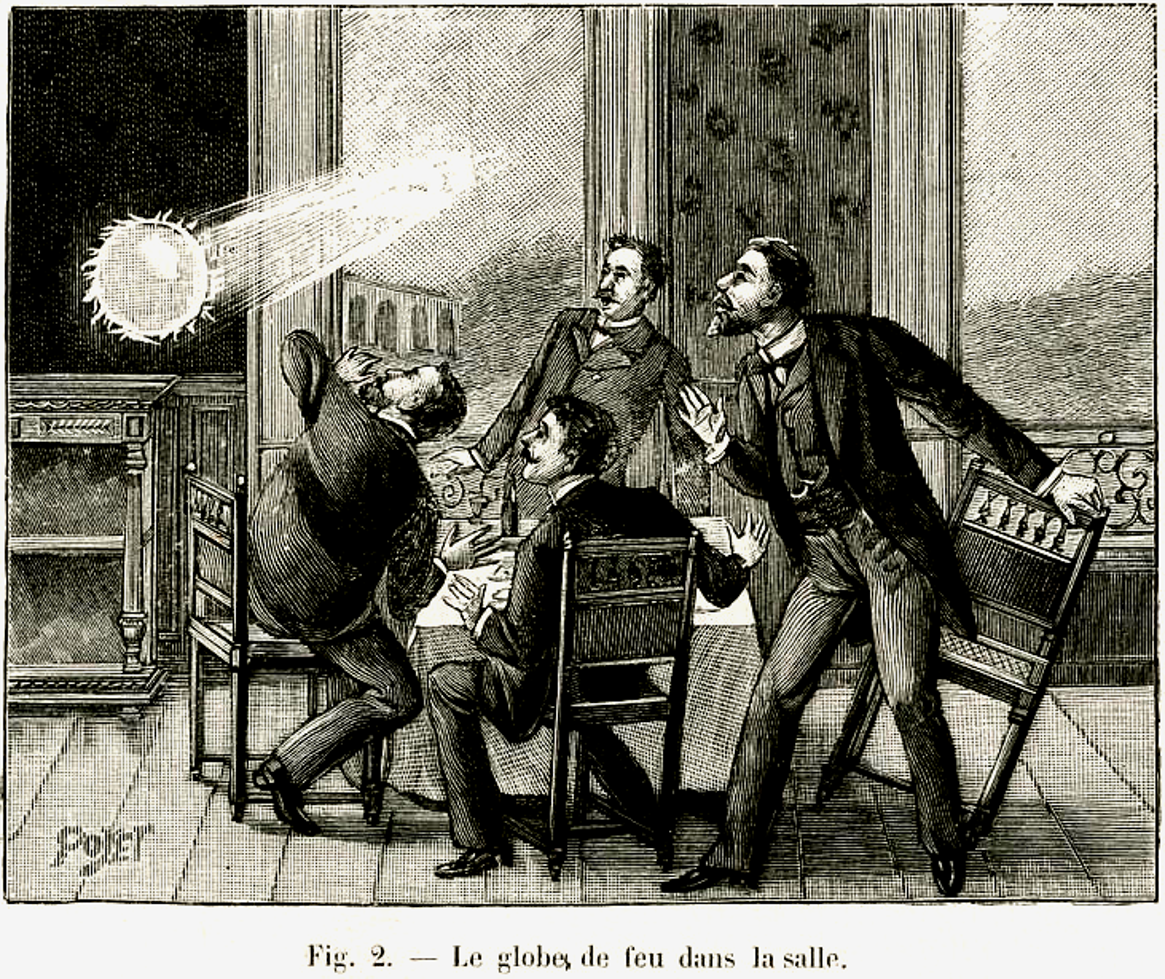
Découverte de l'électrostatique dans l'imagerie du XVIIIe siècle.

La forme la plus spectaculaire de l'ESD est l'étincelle qui se produit quand un champ électrique crée un canal conducteur ionisé dans l'air. Cela peut provoquer une gêne mineure pour les personnes, de graves dommages à l'équipement électronique, des incendies et des explosions si l'air contient des gaz ou des particules combustibles.

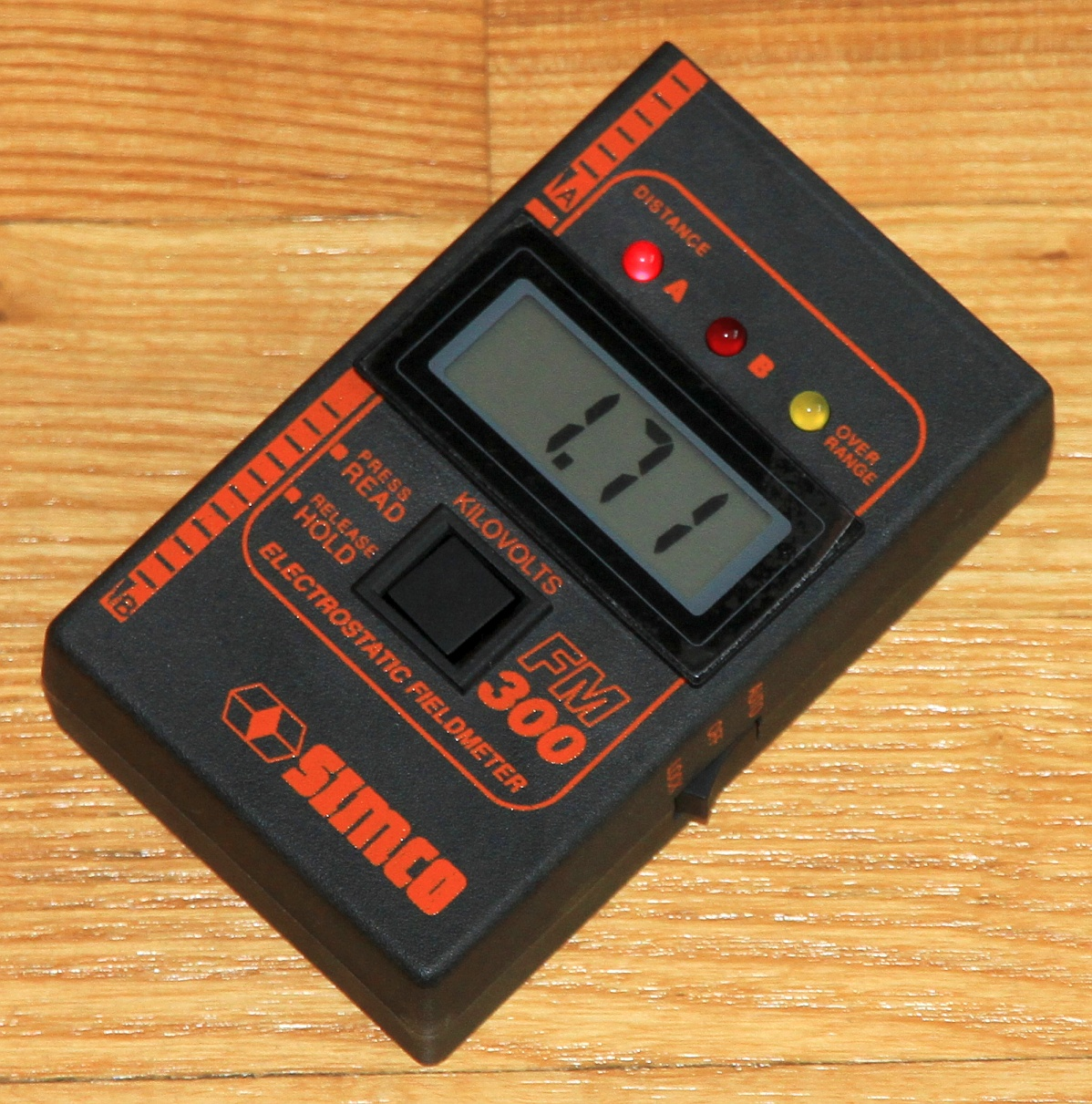
Un Champ mètre "Electrostatic fieldmeter".

Le champ mètre est un appareil de mesure du champ magnétique. Il détecte le champ magnétique électrostatique dans un objet et dans un environnement. Il détecte aussi une variété d'émetteurs de faible puissance, comme les téléphones cellulaires, les appareils sans fil, des caméras et des émetteurs vidéo. L’appareil mesure la composante électrique du champ et délivre une valeur en volts par mètre (V/m) ou en microtesla (µT). L'appareil est un récepteur 3 bandes, la fréquence est interceptée par un oscillateur et amplifiée par bandes.
Les décharges électrostatiques reposent sur l’électromagnétisme et les diélectriques. La géométrie des conducteurs, la disposition et les vitesses, jouent un rôle important avec la décharge électrostatique et doit être contrôlée dans un test industriel. La faculté d’un matériau pour collecter des électrons ou d’en perdre est classée dans un tableau.
- Matériaux positifs : air, peau, verre, mica, nylon, laine, aluminium, papier, coton...
- Matériaux neutres : acier...
- Matériaux négatifs : bois, nickel, cuivre, laiton, argent, or, platine, polyester, vinyle, silicium, téflon, caoutchouc...

## Les décharges électrostatiques dans l'aviation

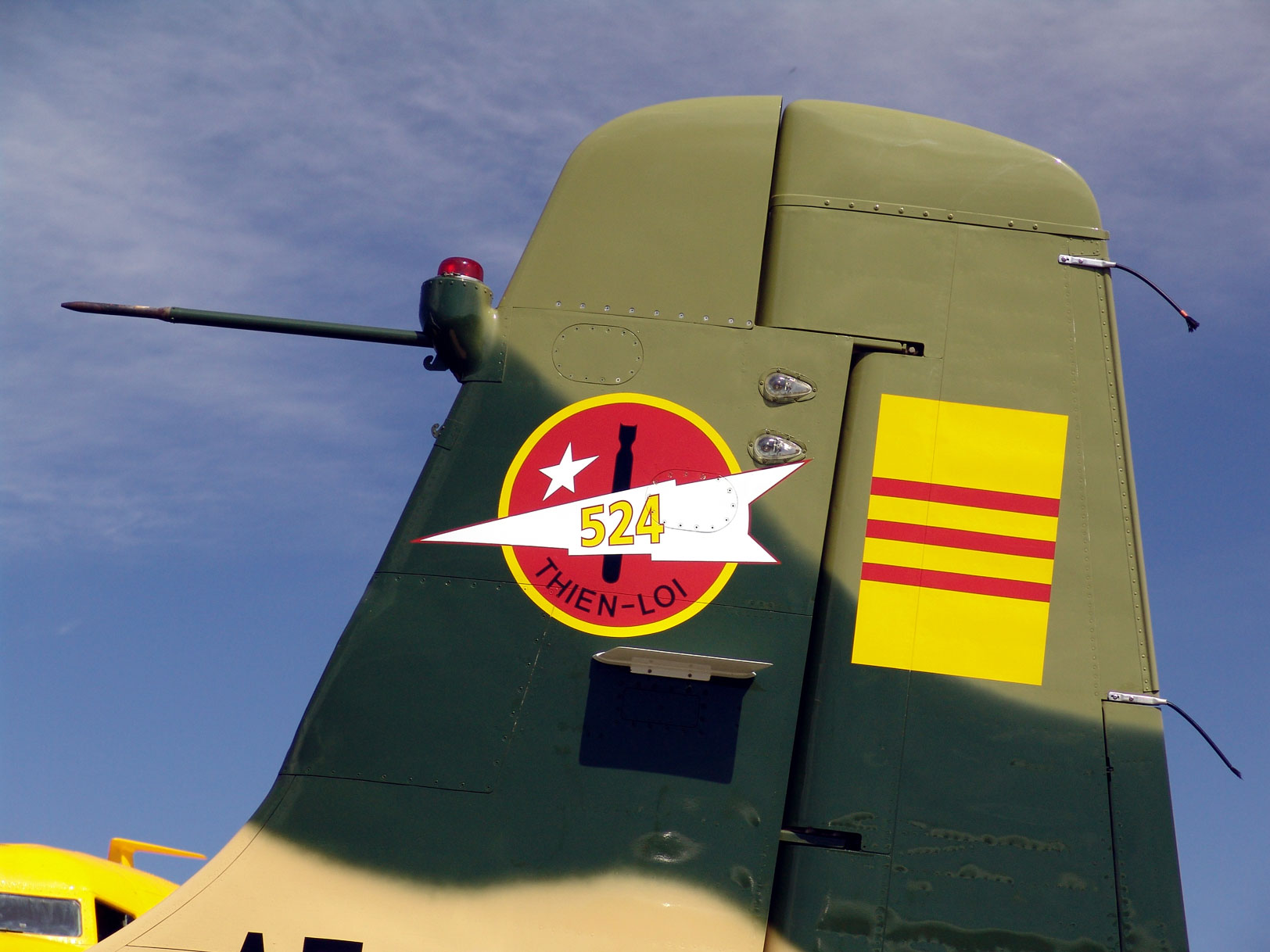
Déperditeurs passifs, des pointes conductrices.

La charge triboélectrique est produite par la friction du rotor des hélicoptères et des ailes des avions. Les rotors des hélicoptères peuvent provoquer des tensions de charge de 100 000 V  à 400 000 V. Les conditions favorables à la charge sont l'air sec, beaucoup de particules et peu d'effet corona. Pour la protection des personnes quand les hélicoptères s'approchent du sol, on utilise des baguettes de décharge statique.
Pour protéger les avions contre la foudre et les décharges électrostatiques, ils sont protégés par une cage de Faraday, construit avec des matériaux composites. En règle générale, le nez de l'avion est un conducteur d'injection et l'arrière est un conducteur de retour et le centre de l'avion est entouré de maillage conducteur.
Il est utilisé des déperditeurs passifs, des pointes conductrices reliées à l’aéronef, pour des avions conventionnels, cela entraîne les ions par l’air qui les balaie à une vitesse élevée d'environ 200 m/s. Pour les gros avions, on utilise des générateurs de charges unipolaires qui éjectent dans l’atmosphère un courant égal à celui qui charge l’appareil et des déchargeurs en jet libre.

### Catastrophe du zeppelin Hindenburg

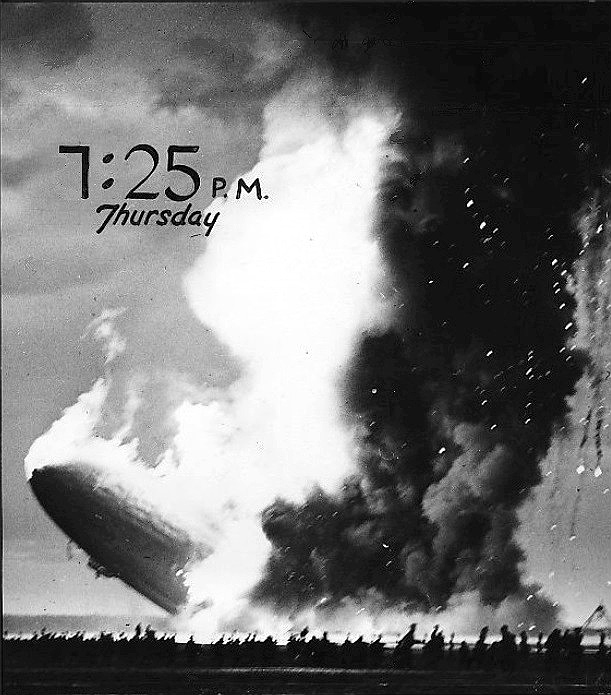
LZ 129 Hindenburg le 6 mai 1937.

Le zeppelin LZ 129 Hindenburg est détruit par un incendie le 6 mai 1937 lors de son atterrissage à Lakehurst dans le New Jersey. La commission du département du Commerce des États-Unis a conclu que l'accident est dû à une décharge électrique entre le dirigeable et un des filins d'amarrage mouillé, qui fut lancé au sol[réf. incomplète].

## Protection contre les décharges électrostatiques
Les protections contre les décharges électrostatiques sont répandues dans l'industrie électronique et microélectronique.
Les décharges électrostatiques causent des dégâts dans les systèmes électroniques. L'électricité statique génère des hautes tensions pouvant dépasser les 30 000 V. Un mouvement peut générer une charge de 10 000 V. Les matériaux isolants créent des champs électrostatiques, ils engendrent des tensions proches des circuits électriques et détériorent les composants quand le courant se décharge sur le composant.
Dans l'industrie, des zones protégées contre les décharges électrostatiques, appelées couramment zones EPA (Electrostatic Protected Area), sont créées pour la production de systèmes électroniques. L'environnement des zones doit être ni capacitif et ni conducteur, les éléments doivent avoir une moyenne de un mégohm pour chaque élément, afin de créer une décharge lente, cette décharge lente protège les circuits électriques, le circuit ne reçoit pas de décharge de son environnement et ne se décharge pas lui-même dans un élément. La résistance entre la table de travail et le sol doit être Rg < 1×109 Ω. Dans les zones EPA, le champ électrostatique autour du matériel manipulé ne doit pas dépasser 10 000 V/m.
Les tables de travail sont constituées d'éléments conducteurs. Les opérateurs portent une blouse, des chaussures, des gants et un bracelet, tous deux conducteurs. Les bracelets sont reliés à la terre avec un fil et une résistance de l'ordre du mégaohm. La mise à terre du personnel, la résistance totale du système, de la personne en passant par les chaussures et le revêtement de sol à la terre, doit être inférieure à 3,5×107 Ω.
Avant de pénétrer dans la zone, l'opérateur teste la conductivité de son corps, entre son doigt et le sol. La résistance doit se situer entre 1 et 10 mégohms et des chaussures spéciales ESD sont nécessaires. La tension d'essai est de 100 V.
Sur les tables de travail, des ioniseurs sont souvent nécessaires.
Les cartes électroniques et les éléments électroniques qui sortent de la zone ESD doivent être emballés dans des sachets spéciaux ESD. Ceux-ci contiennent de minuscules filaments conducteurs qui protègent les composants par effet de cage de Faraday.
Les tests sur les blouses de travail s’effectuent tous les mois : la résistance doit être inférieure 109 Ω.
Les tests des personnes avec les chaussures ESD se font une fois par jour : la valeur en mouvement ne doit pas dépasser 100 volts. Si le sol n'est pas assez conducteur, il existe différentes méthodes pour le rendre conducteur, telles que la peinture ESD sur sol.

ESD (electrostatic sensitive device). Dispositif sensible à l'électricité statique.
EPA (Electrostatic Protected Area). Zone protégée contre les décharges électrostatiques.
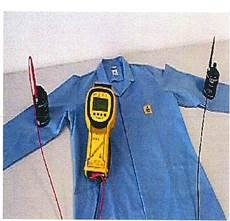
Test blouse ESD.
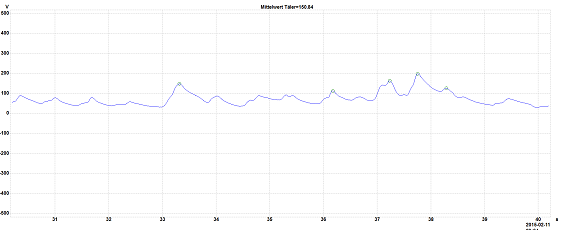
ESD voltage.
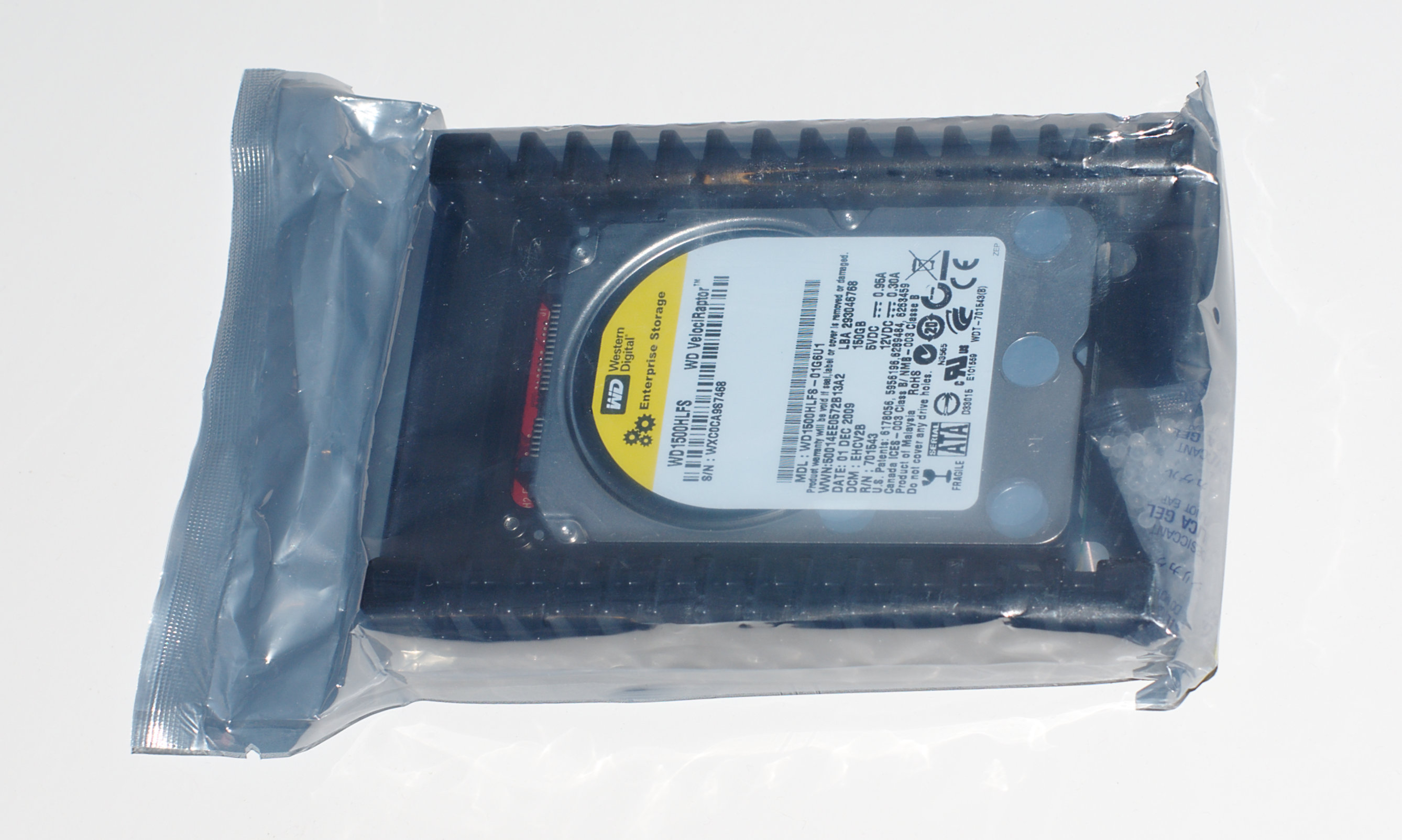
Protection ESD.

## Définitions
- ESD (ElectroStatic Discharge), décharge électrostatique : transfert de charges entre des corps ayant des potentiels électrostatiques différents avec des contacts directs ou induits par un champ électrostatique.
- ESDS (Electrostatic Sensitive Device S) : composant sensible à la décharge électrostatique, un circuit intégré qui peut être endommagé par un champ électrostatique ou une décharge électrostatique, lors d'une manipulation ou d'un transport.
- EPA (Electrostatic Protected Area) : zone de protection ESD, une zone ou les éléments ESD peuvent être manipulés avec un risque minimal de dégradation par une décharge ou un champ électrostatique.
- Matériau conducteur : matériau incapable de retenir une charge électrostatique, avec une résistance inférieure à 10 KΩ.
- Matériau dissipateur : matériau incapable de retenir une charge électrostatique, avec une résistance inférieure à 1 MΩ. Plus isolant que le matériau conducteur, il est conçu pour évacuer des charges électrostatiques assez lentement pour ne pas endommager les composants sensibles.
- Blindage : l'effet de blindage contre la décharge électrostatique. C'est une enveloppe qui limite le passage du courant et atténue l’énergie produite par une décharge électrostatique.

## Normes
- CEI 61000[17],[18].
- CEI 61340, La protection des dispositifs électroniques contre les phénomènes électrostatiques. La Commission électrotechnique internationale (CEI) est une organisation mondiale de normalisation composée de l'ensemble des comités électrotechniques nationaux. Elle a pour objectif de favoriser la coopération internationale pour toutes les questions de normalisation dans les domaines de l'électricité et de l'électronique.

La norme couvre les exigences nécessaires pour la conception, l’établissement, la mise œuvre et le maintien d’un programme de contrôle des décharges électrostatiques quant aux activités concernant : la fabrication, le traitement, l’assemblage, l’installation, l’emballage, l’étiquetage, l’entretien, l’essai, l’examen, le transport et la manipulation des parties, des ensembles et des équipements électriques ou électroniques susceptibles d’être endommagés par des décharges électrostatiques supérieures ou égales à cent volts sur le modèle du corps humain. Trois modèles différents sont utilisés pour la caractérisation des composants, le modèle du corps humain (HBM), le modèle de la machine (MM), et le modèle du composant chargé (CDM).
- CEI 61340-5-1, points de mise à la terre pour bracelets, résistance à la terre.
- CEI 61340-2-3, EHS-rapports de mesure, coordinateur ESD, surfaces des plans de travail, résistance à la terre.
- CEI 61340-5-1, rapports de mesure, coordinateur ESD, sièges, résistance à la terre.
- CEI 61340-4-9, résistance point à point, Rpp.
- CEI 60364, installations électriques à basse tension.
- CEI/TS 60479-1, effets du courant sur l'homme et les animaux domestiques.
- CEI/TS 60479-2, effets du courant passant par le corps humain et les animaux domestiques.
- CEI 60749-26, dispositifs à semi-conducteurs – Méthodes d’essais mécaniques et climatiques.
- CEI 61010-1, règles de sécurité pour appareils électriques de mesurage, de régulation et de laboratoire.
- CEI 61140, protection contre les chocs électriques – Aspects communs aux installations et aux matériels.
- CEI 61340-2-3, méthodes d'essais pour la détermination de la résistance et de la résistivité des matériaux planaires solides destinés à éviter les charges électrostatiques.
- CEI 61340-4-1, méthodes d'essai normalisées pour des applications spécifiques – Résistance électrique des revêtements de sol et des sols.
- CEI 61340-4-5, méthodes de caractérisation de la protection électrostatique des chaussures et des revêtements de sol par rapport à une personne.

Dans l'automobile :
- La norme ISO 10605 : 2008 spécifie les méthodes d'essai des décharges électrostatiques, elle évalue la performance des modules électroniques positionnées à l'intérieur d'un véhicule. Elle prend en compte les décharges comme des décharges au cours du montage, des décharges causées par le personnel d'entretien, des décharges causées par les occupants et des décharges appliquées au dispositif soumis à essai. Les décharges appliquées aux pièces voisines peuvent se coupler aux lignes d'alimentation et de signal du DSE du véhicule et/ou directement au DSE[19].

### Plan de programme de contrôle ESD dans l'industrie
- La formation.
- La vérification de la conformité.
- Les systèmes de mise à la terre/de connexion.
- La mise à la terre du personnel.
- Les exigences pour les zones protégées.
- Les systèmes d’emballage.
- Le marquage.